# Vilabertran
|  | Per a altres significats, vegeu «Vilabertran (Dalí)». |

Vilabertran és un municipi de la comarca de l'Alt Empordà a l'est de Figueres, entre els cursos dels rius Muga, al nord, i, Manol, al sud.
La primera notícia que hi ha sobre Vilabertran és de l'any 975. Parla d'un llogarret amb una petita església que al cap de poc temps s'amplià i acollí un grup de monjos encapçalats per l'abat Pere Rigau. Com a conseqüència d'una donació de terres l'any 1069, la comunitat de canonges instituí Rigau com a cap i establiren les bases per a la creació del monestir de Santa Maria de Vilabertran, basat en la regla de Sant Agustí. Al llarg del segle xi el monestir va assolir un gran prestigi i durant els segles següents va ampliar el seu patrimoni gràcies a la protecció de la família Rocabertí, vescomtes de Peralada. A partir de l'any 1592 esdevé una col·legiata, que resta operativa fins a la desamortització de Mendizábal l'any 1835.
El poble de Vilabertran sorgeix i es desenvolupa a l'entorn del monestir i basa la seva economia en l'agricultura, principalment en l'horta, i en la ramaderia. Al llarg del seu terme municipal, hi ha canals de rec que condueixen l'aigua provinent de l'embassament de Boadella fins als conreus.

## Geografia
- Llista de topònims de Vilabertran (Orografia: muntanyes, serres, collades, indrets..; hidrografia: rius, fonts...; edificis: cases, masies, esglésies, etc).

## Llocs d'interès

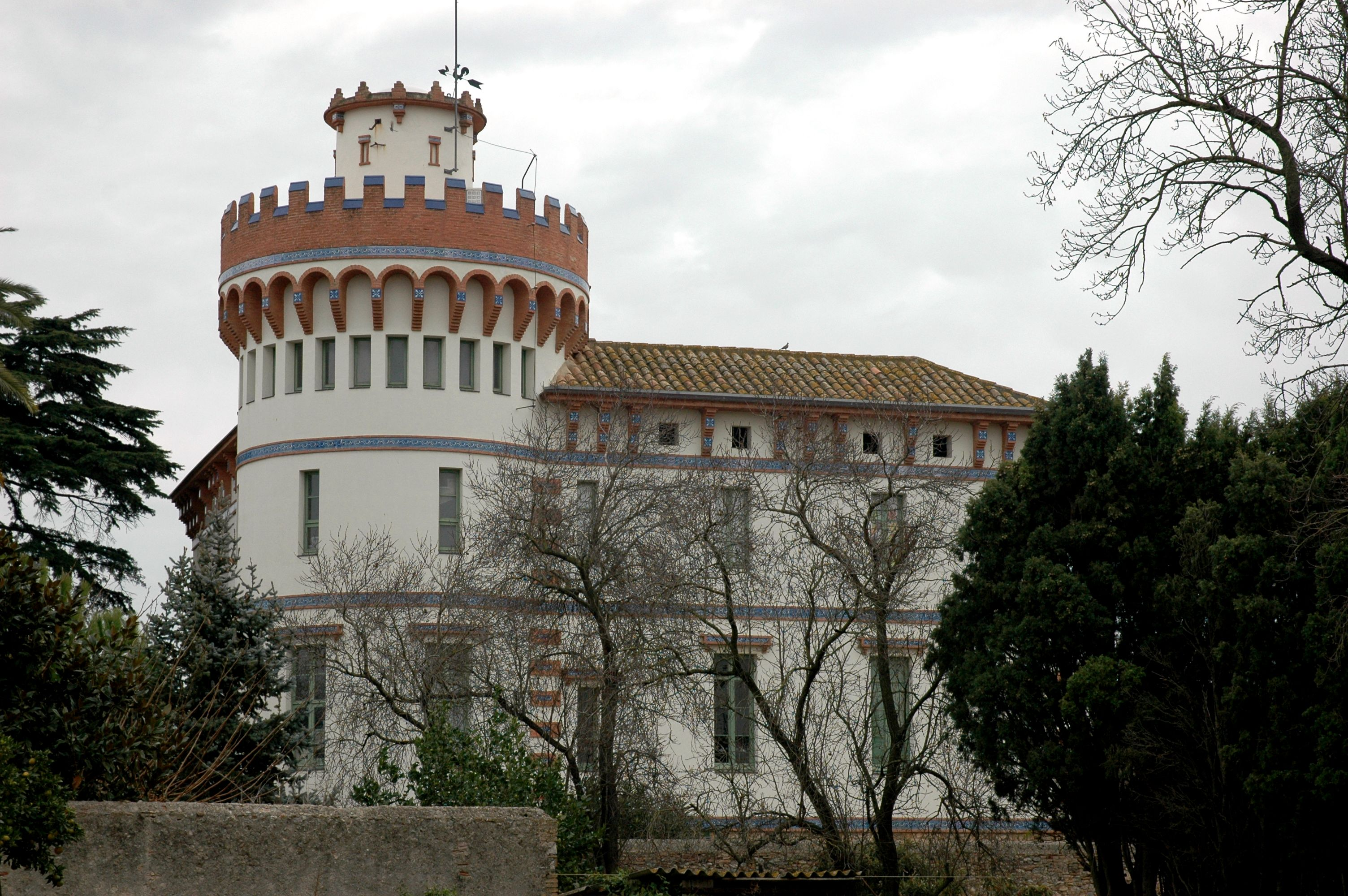
La torre modernista d'en Reig

- Monestir de Santa Maria de Vilabertran. Romànic del segle xi.[1]
- Torre d'en Reig, edifici modernista del segle xix i principis del xx. És l'edifici on hi ha l'Ajuntament.

## Fills il·lustres
- Narcís Carbonell Tubau (1888-1954), compositor de sardanes.
- Cosme Damià i Hortolà[2]

## Demografia
| 1497 f | 1515 f | 1553 f | 1717 | 1787 | 1857 | 1877 | 1887 | 1900 | 1910 |
| ------ | ------ | ------ | ---- | ---- | ---- | ---- | ---- | ---- | ---- |
| 53     | 55     | 61     | 330  | 707  | 966  | 988  | 988  | 892  | 842  |

| 1920 | 1930 | 1940 | 1950 | 1960 | 1970 | 1981 | 1990 | 1992 | 1994 |
| ---- | ---- | ---- | ---- | ---- | ---- | ---- | ---- | ---- | ---- |
| 794  | 742  | 732  | 720  | 778  | 893  | 879  | 785  | 798  | 798  |

| 1996 | 1998 | 2000 | 2002 | 2004 | 2006 | 2008 | 2010 | 2012 | 2014 |
| ---- | ---- | ---- | ---- | ---- | ---- | ---- | ---- | ---- | ---- |
| 795  | 775  | 784  | 813  | 822  | 843  | 860  | 907  | 911  | 913  |

| 2016 | 2018 | 2020 | 2022 | 2024 | 2026 | 2028 | 2030 | 2032 | 2034 |
| ---- | ---- | ---- | ---- | ---- | ---- | ---- | ---- | ---- | ---- |
| 919  | 951  | 993  | 991  | 984  | -    | -    | -    | -    | -    |